# Richland Center
Richland Center és una població dels Estats Units a l'estat de Wisconsin. Segons el cens del 2000 tenia 5.114 habitants.

## Demografia
Segons el cens del 2000, Richland Center tenia 5.114 habitants, 2.296 habitatges, i 1.285 famílies. La densitat de població era de 449,8 habitants per km².
Dels 2.296 habitatges en un 25,6% hi vivien nens de menys de 18 anys, en un 41,6% hi vivien parelles casades, en un 11,3% dones solteres, i en un 44% no eren unitats familiars. En el 38,2% dels habitatges hi vivien persones soles el 21,1% de les quals corresponia a persones de 65 anys o més que vivien soles. El nombre mitjà de persones vivint en cada habitatge era de 2,15 i el nombre mitjà de persones que vivien en cada família era de 2,83.
Per edats la població es repartia de la següent manera: un 21,6% tenia menys de 18 anys, un 10,9% entre 18 i 24, un 24,2% entre 25 i 44, un 20,3% de 45 a 60 i un 23% 65 anys o més.
L'edat mediana era de 40 anys. Per cada 100 dones de 18 o més anys hi havia 78,8 homes.
La renda mediana per habitatge era de 27.129 $ i la renda mediana per família de 38.625 $. Els homes tenien una renda mediana de 28.207 $ mentre que les dones 19.908 $. La renda per capita de la població era de 15.520 $. Aproximadament el 9,8% de les famílies i el 12,6% de la població estaven per davall del llindar de pobresa.

## Poblacions més properes
El següent diagrama mostra les poblacions més properes.